# أسماك زبيدية
الأسماك الزبيدية (الاسم العلمي: Stromateidae) هي فصيلة من الأسماك تتبع رتبة الفرخيات من طائفة شعاعيات الزعانف.

## أجناس
- الزبيدي
- الزبيدي الأبيض
- الزبيدي البيبريلي